# 拉夫尼茨
拉夫尼茨是奥地利施蒂利亚州哈特贝格县的一个市镇。总面积15.52平方公里，总人口1414人，人口密度91.1人/平方公里（2005年）。